# 프리덤 에어 (뉴질랜드)
프리덤 에어(영어: Freedom Air)는 뉴질랜드의 저비용 항공사이자 에어뉴질랜드의 자회사로 1995년에 설립 했으나 2008년에 에어뉴질랜드로 합병된 저비용 항공사로 본사는 뉴질랜드 오클랜드에 위치해 있었다.

## 역사
당시 키위 국제항공이 오스트레일리아와 뉴질랜드간 국제선 노선 할인 서비스의 개시를 하면서 1995년에 설립해 같은 해 12월 키위 국제항공으로부터 보잉 757-200 항공기로 취항했다. 최초로 마운트쿡 항공에 의해 남태평양에 노선을 획득 했으나 이후 에어뉴질랜드에 지분을 인수 하면서 사실상 자회사가 되었다. 2004년에 5대의 보잉 737-300 항공기를 도입했으며 최초로 오스트레일리아간 논스톱 국제선 노선을 취항했다. 초기에 브리즈번, 골드코스트, 뉴캐슬, 시드니, 멜버른에서 해밀턴, 오클랜드, 웰링턴, 크라이스트처치, 더니딘 노선을 운항했으며 피지에 취항했다. 2006년 6월에 에어 뉴질랜드로부터 에어버스 A320-200 기종을 도입했다. 하지만 연산자 증명서가 없어 2008년 3월에 취항을 정지 했으며 에어 뉴질랜드와 합병해 사실상 소멸되고 말았다

## 사진

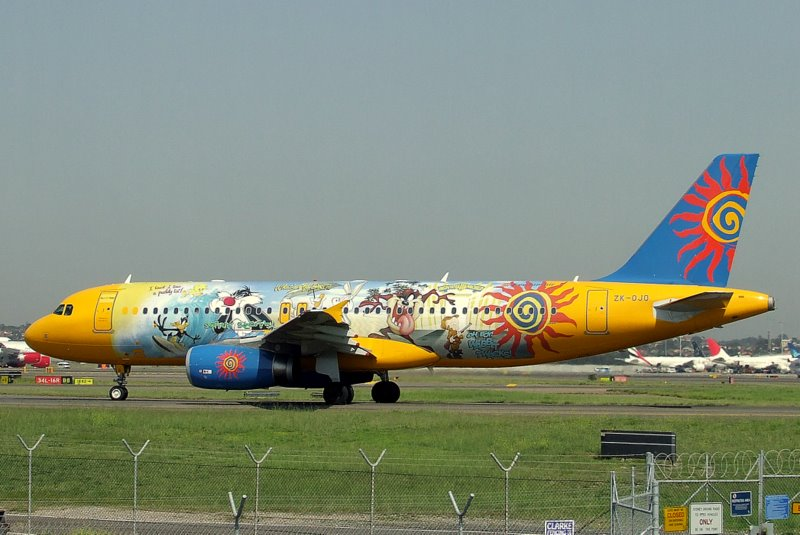
특별 도장을 적용한 프리덤 에어의 에어버스 A320-200 (퇴역)
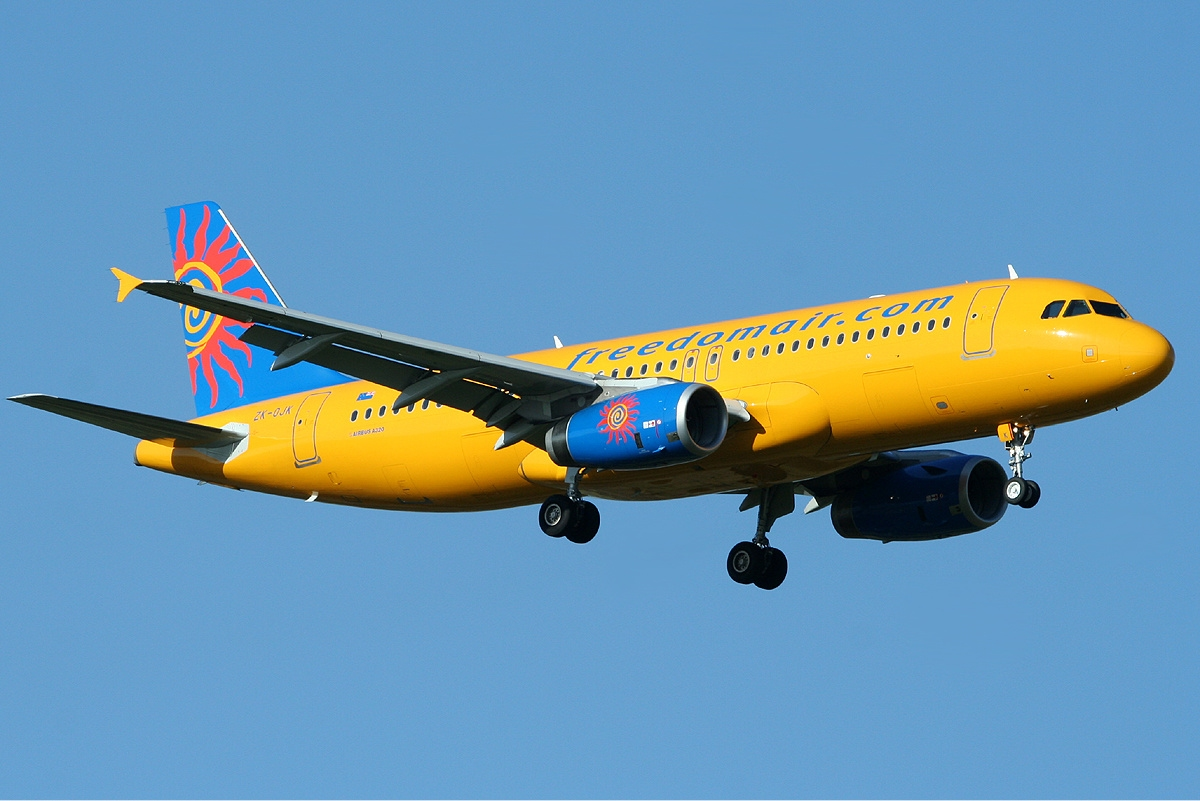
프리덤 에어의 에어버스 A320-200 (퇴역)
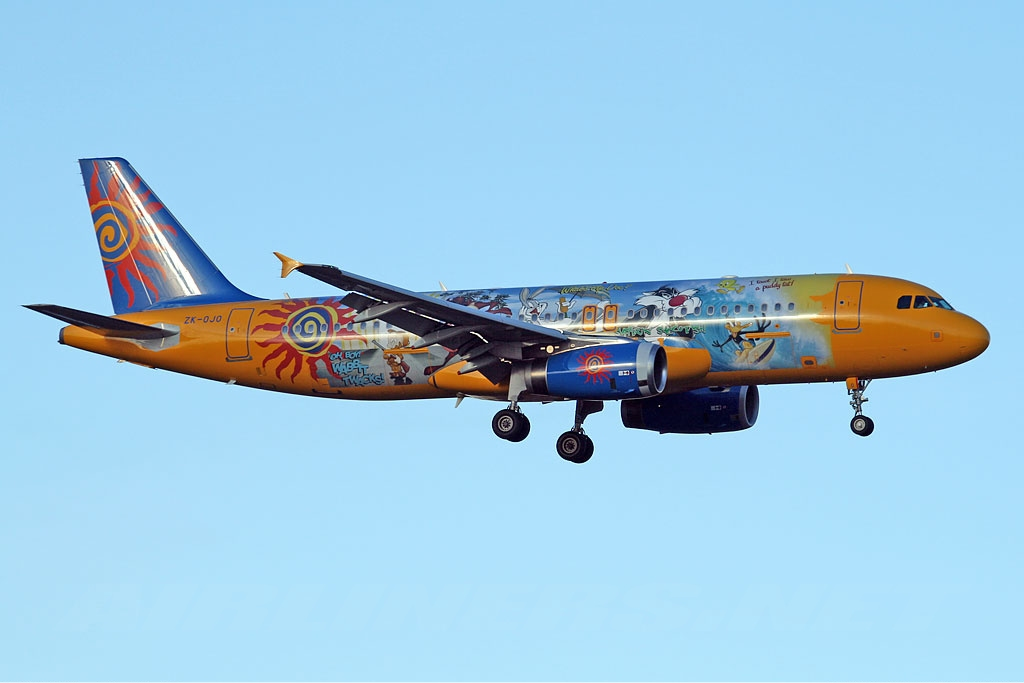
프리덤 에어의 에어버스 A320-200 (퇴역)